# Gipsy Row
Gipsy Row est une localité anglaise, au Royaume-Uni, située dans le district de Babergh, comté du Suffolk.